# Октябрьское сельское поселение (Малоархангельский район)
Октябрьское се́льское поселе́ние — муниципальное образование в Малоархангельском районе Орловской области Российской Федерации.
Административный центр — деревня Вторая Подгородняя.

## История
Статус и границы сельского поселения установлены Законом Орловской области от 12 августа 2004 года № 414-ОЗ «О статусе, границах и административных центрах муниципальных образований на территории Малоархангельского района Орловской области».

## Население
| 2010 | 2012 | 2013 | 2014 | 2015 | 2016 | 2017 |
| ---- | ---- | ---- | ---- | ---- | ---- | ---- |
| 967  | ↘933 | ↘902 | ↘885 | ↘862 | ↘853 | ↘849 |
| 2018 | 2019 | 2020 | 2021 | 2023 |      |      |
| ↘838 | ↗842 | ↘828 | ↘771 | ↘744 |      |      |

## Состав сельского поселения
| №  | Населённый пункт   | Тип населённого пункта          | Население |
| -- | ------------------ | ------------------------------- | --------- |
| 1  | Арнаутово          | деревня                         | 32        |
| 2  | Афанасовка         | деревня                         | 16        |
| 3  | Вторая Подгородняя | деревня, административный центр | ↘565      |
| 4  | Зелёная Роща       | посёлок                         | 25        |
| 5  | Костюрино          | деревня                         | 30        |
| 6  | Лески              | село                            | 7         |
| 7  | Мамошино           | деревня                         | 66        |
| 8  | Пенькозавод        | посёлок                         | ↘86       |
| 9  | Репьёвка           | деревня                         | ↗139      |
| 10 | Серебряный         | посёлок                         | 1         |